# Tupiocoris notatus
Tupiocoris notatus är en insektsart som först beskrevs av William Lucas Distant 1893.  Tupiocoris notatus ingår i släktet Tupiocoris och familjen ängsskinnbaggar. Inga underarter finns listade i Catalogue of Life.